# 耿雄
耿雄（？—？），字孝昌，神武郡尖山县（今山西省忻州市神池县） 人，祖籍钜鹿郡（今河北省邢台市巨鹿县）人，西魏、北周、隋朝官员。

## 生平
耿雄幼年学习识字、筹算等知识，喜欢读讲礼仪经典，成年后长期参与战事，擅长骑马射箭。魏前三年（554年），耿雄袭爵原平县开国公，食邑一千八百户。魏后二年（555年），耿雄加车骑大将军、仪同三司。北周二年（558年），耿雄改封丰州信义县开国公，增加食邑六百户。武成二年（560年），耿雄随从随国公杨忠征讨鲁山城。保定二年（562年），耿雄加使持节、大都督。保定三年（563年），耿雄隶属柱国、郑国公达奚武进攻北齐的平阳大平关。天和二年（567年），耿雄隶属大将军延寿公于寔前往丹州，攻占小蒲川，平定郝三郎的叛乱。同年，耿雄又隶属大将军襄乐公贺兰隆征讨库人川，攻占拔干堡。天和三年（568年），耿雄转任开府。天和四年（569年），耿雄出任同轨防防主。天和六年（571年），耿雄出任九曲防防主，代理中州刺史。建德初年，耿雄被征召出任宿卫，兼领左卫。建德二年（573年），耿雄又出任虎贲，同年出任绥州诸军事、绥州刺史。建德四年（575年），耿雄隶属延州总管、大将军、始安公王庆渡过黄河，击败北齐薛王。建德五年（576年），耿雄跟随周武帝宇文邕平定晋州。建德六年（577年），耿雄又跟随平定邺城，出任上开府、仪同大将军。同年十一月，耿雄隶属柱国、郯国公王轨征讨呂梁，吴明彻是南陈老将，作战经验丰富，运筹谋划周密，耿雄在王轨的指挥下最终击败陈军，俘虏吴明彻，周军凯旋后，耿雄被评定为上等功勋。宣政元年（578年），耿雄出任左折冲中大夫，同年加大将军。大象三年（581年），耿雄出任燕州诸军事、燕州刺史，同年转任相州诸军事、相州刺史。开皇元年（581年），耿雄加上大将军，开皇二年（582年），耿雄改封海安郡开国公，食邑总计二千四百户。开皇三年（583年），隋文帝敕令耿雄出任北道行军。开皇四年（584年），耿雄出任始州诸军事、始州刺史。之后耿雄的母亲去世，耿雄哀伤过度超过礼法。开皇八年（588年），隋文帝诏令说：“您素来展示了功勋和诚节，过去久经委任，自从为母亲守丧已经经历了数年，理应夺情，可出任使持节、总管兰河廓鄯四州、会宁石城金水米川宣威广武洪济达化八镇诸军事、兰州刺史。”耿雄在兰州患病，隋文帝敕令耿雄回京治疗，耿雄在长安去世，虚岁五十一。开皇十年岁次庚戌十月乙卯朔卅日甲申（590年12月2日）葬于大兴县南小陵原高平乡通明里 。

## 其他
耿雄是一位佛教徒，曾建造和鸡寺。

## 家庭

### 祖父
- 耿凤[1][2]

### 父亲
- 耿豪，西魏使持节、骠骑大将军、开府仪同三司、大都督、原平县开国公，赐姓和稽氏[1][2]

### 夫人
- 刘氏，梁国公侯莫陈崇之女，上柱国、梁国公侯莫陈芮第三妹，生有五子[1][2]

## 墓志
2010年入藏大唐西市博物馆。

大隋使持節上大將軍四州八鎮諸軍事蘭州刺史海安公之墓誌
公諱雄，字孝昌，神武尖山人也。姬水兆其清源，軒丘表乎曾構，盤根累德，疊世重光。周之宗盟，列國於耿，雖爲晉滅，因而氏焉。楚之大夫，不比先旆，漢大將軍，伯昭運策。純則勸進於光武，秉則克定於車師，並蟬聯乎典籍，實可披於緗素矣。祖鳳，六郡馳名，五都稱譽。父豪，才兼文武，智苞經緯，迎車駕於伊洛，建社稷於神皋，效績魏庭，立功周室，使持節，驃騎大將軍，開府儀同三司，大都督，原平縣開國公，賜姓和稽氏。公即世子也。星辰下降，更禀精靈；山岳上昇，特承秀氣。幼歷書計，以好禮經；長事服戎，便能騎射。動静必齊仁智，俯仰自合規模，百行爲基，千里同照。魏前三年，襲爵原平縣開國公，邑一千八百戶。魏後二年，公有世功之貴，兼爲一姓之重，授車騎大將軍，儀同三司。位齊台鼎，無出王澄；方伯少年，多推荀羨。周二年，改封豐州信義縣開國公，增邑六百戶。武成二年，從武元皇帝征魯山。江漢未寧，志存經略，吴楚慴膽，鄢郢忘魂。保定二年，加使持節，大都督。三年，隸柱國鄭國公破大平關。公推鋒直上，建義先登，未見牢城，本無全陣。天和二年，隸大將軍延壽公向丹州，破小蒲川。公志厲冰霜，身先士卒。其年又隸大將軍襄樂公征庫人川，破拔干堡。公在行陣，每必先鋒，勳恒第一，功無與二。三年，轉開府。文昌左星，初開上將；凌雲複道，始裂功臣。四年，授同軌防主。六年，授九曲防主，治中州事。公恩同挾纊，志等投醪，捍禦多方，嚴威整肅。建德之初，公有賈勇之才，拔拒之力，召入宿衛，授爲虎旅，領左衛。二年，又授虎賁。既有英略之才，方深爪牙之寄。其年，授綏州諸軍事，綏州刺史。公褰帷求瘼，推轂字民，無文而治，不嚴而肅，夜無吠犬，道不拾遺。四年，隸延州總管大將軍始安公渡河，破齊薛王。公併轡援桴，飛雞燧象，既以決勝爲先，且用全軍爲上。五年，從周武皇帝平晉州。公有三略之才，運六轁之術，樅金震地，征鼓聒天，蝥狐暫麾，土崩瓦解。六年歲初，追奔逐北，悉克鄴都，轉授上開府儀同大將軍。其年十一月，隸柱國郯國公征呂梁。吴明徹，陳之老將，甚多經略，兵戈曜日，艫艦塞江，侵犯邊垂，摇蕩疆埸。公英謀一奮，水陸交兵，明徹面縛軍門，大小並爲俘馘。振旅凱歸，公勳爲上。宣政元年，授左折衝中大夫，周禮掌國治之官，漢儀典圖事之職，公之膺此，綽有餘裕。其年，授大將軍。韓信東歸，先登此選；王接西反，始及斯階。大象三年，授燕州諸軍事，燕州刺史。其年，轉授相州諸軍事，相州刺史。公下車布政，威風甚肅，猾吏去官，貪城解印。大隋受禪，開皇啟基，授上大將軍，既踰霍光之貴，更超鄧騭之寵。二年，改封海安郡開國公，食邑合二千四百戶。三年，敕使北道行軍，公揚旌入塞，桴鼓警邊，索虜喪精，羯胡鳥散。四年，授始州諸軍事，始州刺史，公化流玉壘，惠被銅梁，五嶺氓黎，二□老幼，咸嗟其晚，並荷來蘇。大夫人薨，哀毁過禮。八年，詔曰：公宿表勳誠，舊經委任，自丁艱罰，已歷歲時，宜奪情禮，可使持節，總管蘭、河、廓、鄯四州，會寧、石城、金水、米川、宣威、廣武、洪濟、達化八鎮諸軍事，蘭州刺史。公威恩兼及，招携唯禮，寬猛相濟，小大以情。於州感疾，降敕還京治療。降年不永，薨于長安，春秋五十一。以十年歲次庚戌十月乙卯朔卅日甲申，窆于大興縣南小陵原高平鄉通明里，諡曰公，禮也。公性方雅，儀表端嚴，孝著神明，仁兼鳥獸，意氣疏朗，舉趾風流，三將五門，多所諳練，瞻雲望氣，無不詳悉。斯實一代之名賢，万古之英傑也。夫人劉氏，上柱國梁國公之第三妹。有子五人，並皆聰敏，扳號毁瘠，悲感行路。已切崩城，兼傷負土，寒郊寂漠，周曲徒吹，荒野蕭條，田歌空唱。恐山飛海涸，筮短龜長，嗚呼哀哉，以爲銘曰：
軒苗邈遠，姬裔悠長。扶風德懋，鉅鹿名彰。決策河北，定計南陽。累葉斯美，弈世其昌。迺祖迺父，允文允武。金楨玉幹，重規疊矩。股肱周室，鹽梅魏主。四教無違，三命弥俯。翩翩公子，生此降神。稱象未匹，辯日非倫。家稱孝友，國謂賢臣。劍橫七尺，弧彎六鈞。少襲圭璧，早登台鉉。紫盖風迴，朱旗日轉。楚城已滅，胡兵復剪。上將有威，高軒方顯。衛青幕府，竇憲將軍。燕齊累績，江漢多勳。甲含犀氣，馬策龍群。雖云一武，終是三文。建旟推轂，專城屢牧。化洽連甍，恩流比屋。田多秉穗，民豐杼軸。生也有涯，奄然無禄。朝歌未絕，夕哭仍纏。青松即樹，黃壤新穿。素轜獨引，丹旐空懸。霜郊孤月，寒野荒塋。悲含泉壙，泣灑桓楹。魚燈燼滅，馬鬣墳成。千秋萬歲，直有餘名。